# Kościół Chrystusa Króla w Bolewicach
Kościół Chrystusa Króla w Bolewicach – rzymskokatolicki kościół parafialny należący do parafii pod tym samym wezwaniem (dekanat lwówecki archidiecezji poznańskiej).
Jest to świątynia wzniesiona w okresie międzywojennym, w latach 1933 - 1936 według projektu Mariana Andrzejewskiego, późniejszego profesora Politechniki Poznańskiej. pełniła funkcję kościoła filialnego parafii w Lwówku. Podczas okupacji  hitlerowskiej kościół został zamieniony na magazyn zboża. Podczas II wojny światowej początkowo odprawiano jeszcze Msze święte w świątyni, a następnie życie w kościele zamarło. Po wyzwoleniu Bolewic, w dniu 17 stycznia 1945 roku, od razu zaczęto wydawać zboże zgromadzone w świątyni. Zboże zakończono wydawać w kwietniu 1945 r. i od razu przystąpiono do urządzania kościoła. Została przywrócono ambona, która po niewielkiej konserwacji została zainstalowana na miejscu, gdzie znajduje się do dziś. Powróciły sztandary, wszystkie szaty i naczynia liturgiczne. Ołtarz pozostał na swym miejscu, nie został zniszczony. Dzięki staraniom mieszkańców świątynia otrzymała ławki ze zboru ewangelickiego w Miedzichowie, w zamian za zniszczone w czasie wojny przez hitlerowców. W kwietniu 1945 roku ks. Stefan Janiak tymczasowy proboszcz parafii w Lwówku, przywrócił odprawianie Mszy świętej w co drugą niedzielę. Dekretem księdza arcybiskupa Walentego Dymka Metropolity Poznańskiego z dniem 1 listopada 1946 roku przy kościele filialnym w Bolewicach została erygowana parafia pod wezwaniem Chrystusa Króla, a jej pierwszym proboszczem został ustanowiony ks. Antoni Kaczmarek.